# Vidole helicigyna
Vidole helicigyna är en spindelart som beskrevs av Griswold 1990. Vidole helicigyna ingår i släktet Vidole och familjen Phyxelididae. Inga underarter finns listade i Catalogue of Life.